# Смит, Уильям Юджин
Уильям Юджин Смит (англ. William Eugene Smith; 30 декабря 1918, Уичито, Канзас — 15 октября 1978, Тусон, Аризона) — американский фотожурналист, представитель документальной фотографии, известный своими работами в годы Второй мировой войны.

## Биография
Смит родился в 1918 году в городе Уичито (штат Канзас, США). Окончив школу в 1936 году, он начал фотографировать для газет Eagle и Beacon. Позже он переехал в Нью-Йорк и устроился в газету Newsweek в которой работал с 1937 по 1938 год. Там он быстро стал известен перфекционизмом и узнаваемым стилем. Впоследствии он был уволен из этого издания за отказ от использования среднеформатных камер и в 1939 году устроился в Life Magazine, где пользовался 35-мм камерой.
Во время Второй мировой войны Смит был фотокорреспондентом Ziff-Davis Publishing, а позже — Life Magazine. Он находился на передовой линии американского наступления на Японию. На Окинаве он был ранен огнём миномёта. После лечения он продолжил работу на Life. В последующие годы Смит упорно работал над снимками для данного журнала, поскольку хотел покончить с общепринятым отношением к фотографии как к простой иллюстрации для текста. В 1950 году он был послан освещать выборы в Англии. Несмотря на то, что редакция Life негативно относилась к лейбористам, Смит в своём репортаже высказал свою симпатию к Клементу Эттли. В результате редакция опубликовала только небольшую часть его фотографий.
В 1955 году Смит ушёл из Life из-за несогласий, связанных с тем, как Life использовал его фоторепортажи об Альберте Швейцере, и перешел на работу в фотоагентство «Магнум» в котором проработал до 1959 года. Там он начал работу над документальным проектом о Питтсбурге, включившим в себя ряд фотоэссе. В течение последующих лет Юджин пользовался книгами, как своего рода подходящей средой для публикации своих фотографий и мог полностью контролировать их презентацию.
С сентября 1971 года по октябрь 1974 года вместе с другом Казухико Мотомура арендовал дом в Минамате (Япония), где они сняли немало фотоматериала о болезни Минаматы и последствиях отравления ртутью. Эти фотографии привлекли общественное внимание к этой болезни. По мотивам этих событий в 2020 году был снят фильм «Минамата».
В 1978 году из-за второго инсульта Юджин Смит скончался.

## Фонд Уильяма Юджина Смита
В 1980 году был создан Фонд Уильяма Юджина Смита (англ. W. Eugene Smith Fund), который ежегодно награждает фотографов за достижения в области «гуманистической фотографии».